# Encyclopedia of Indo-European Culture
L'Encyclopedia of Indo-European Culture è un'enciclopedia indoeuropeistica incentrata sui temi della cultura indoeuropea e della lingua protoindoeuropea.
L'opera è curata da James P. Mallory e Douglas Q. Adams che la pubblicarono nel 1997, presso l'editore Fitzroy Dearborn. Gli articoli archeologici sono scritti da Mallory, quelli linguistici da Adams, oltre ai vari contributi forniti dagli indoeuropeisti degli anni '90.
Anche se non in maniera polemica, il lavoro è in parte anche una risposta all'ipotesi anatolica di Colin Renfrew riguardo alle origini indoeuropee.

## Edizioni
- J. P. Mallory, Douglas Q. Adams, Encyclopedia of Indo-European Culture, Londra-Chicago, Fitzroy Dearborn, 1997, ISBN 978-1-884964-98-5.
- Encyclopedia of Indo-European Culture su Google Books